# Равен (община Гостивар)
 Тази статия е за селото в Северна Македония.  За селото в България вижте Равен.  
Ра̀вен (на македонска литературна норма: Равен; на албански: Raveni) е село в Северна Македония, в община Гостивар.

## География
Селото е разположено в областта Горни Полог на 4 километра югозападно от град Гостивар в подножието на Ничпурската планина.

## История
На 1 km западно от селото е средновековната крепост Кале (Калая).
В обобщен списък на джизието на немюсюлманите от вилаета Калканделен от 18 юли 1628 година Равен е отбелязано като село с 14 ханета (домакинства).
В началото на XIX век Равен е албанско село в Гостиварска нахия на Тетовска каза на Османската империя. Равенската джамия датира от около 1830 година. Андрей Стоянов, учителствал в Тетово от 1886 до 1894 година, пише за селото:
| „ | С. Равенъ. — Равенъ е арнаутско село и има 1 джамия. Близо при селото има развалини отъ 2 стари църкви, около които има гробища, между които тукъ-тамѣ се съглеждатъ каменни кръстове. Надъ селото има развалини отъ малка крѣпость, която навѣрно е била пѫтна стражарница, тъй като при Равенъ се раздѣля пѫтя отъ Тетово и Гостиваръ за Дебъръ и Голѣма Рѣка. | “ |

Според статистиката на Васил Кънчов („Македония. Етнография и статистика“) в 1900 година Равен има 200 жители арнаути мохамедани.
През 1913 година селото попада в Сърбия. Според Афанасий Селишчев в 1929 година Равен е село във Врутокска община в Горноположкия срез и има 71 къщи с 389 жители албанци.
Според преброяването от 2002 година селото има 1615 жители.
| Националност | Всичко |
| македонци    | 2      |
| албанци      | 1611   |
| турци        | 0      |
| роми         | 0      |
| власи        | 0      |
| сърби        | 1      |
| бошняци      | 0      |
| други        | 1      |

## Личности
Родени в Равен
- Азем Зулфикари (р. 1925), политик от Социалистическа република Македония